# Cololejeunea obtusifolia
Cololejeunea obtusifolia là một loài Rêu trong họ Lejeuneaceae. Loài này được (E.W. Jones) Tixier mô tả khoa học đầu tiên năm 1995.